# Woodbine, Georgia
Woodbine är administrativ huvudort i Camden County i Georgia. Orten grundades officiellt år 1908. Enligt 2010 års folkräkning hade Woodbine 1 412 invånare.